# Bo Svensson
Bo Svensson (Skørping, Dinamarca, 4 de agosto de 1979) es un exfutbolista y entrenador danés. Desde diciembre de 2024 está sin club.

## Carrera

### Como jugador
Svensson nació en Skørping, en el norte de Jutlandia. Comenzó a jugar a fútbol en el club KB de Copenhague, el equipo de reserva del F. C. Copenhague. En junio de 1999 debutó en el equipo principal bajo la dirección del entrenador Kim Brink. Luego de obtener una serie de títulos nacionales, a inicios de 2005 dejó el club danés.
En enero de 2006 fue transferido al Borussia Mönchengladbach. En su primera temporada terminó jugando 13 de los últimos 15 partidos, bajo la dirección de Horst Köppel. Sin embargo, pasó al equipo descendido 1. FSV Mainz 05 para la temporada 2007-08. Tras el regreso del club a la Bundesliga en 2009, jugó como defensa central y ocasionalmente en el centro del campo defensivo. Luego de la finalización de la temporada 2013-14, puso fin a su carrera como futbolista.

#### Selección nacional
El 27 de mayo de 2006 hizo su debut oficial con la selección de Dinamarca en un amistoso contra Paraguay. El 20 de marzo de 2011, después de cinco años, fue convocado para el partido del 26 de marzo contra Noruega en la clasificación para la Eurocopa 2012 y para el partido amistoso del 30 de marzo contra Eslovaquia.

### Como entrenador
Después de retirarse del fútbol profesional, comenzó su carrera como entrenador siendo asistente técnico en su antiguo club, el 1. FSV Mainz 05. En junio de 2015 se convirtió en entrenador de las categorías inferiores del club y en 2017 se hizo cargo del equipo sub-19.
En 2019 se convirtió en el entrenador del F. C. Liefering en la 2. Liga de Austria. Bajo su liderazgo, el equipo terminó la temporada 2019-20 en tercer lugar. También tuvieron éxito al comienzo de la temporada 2020-21, quedando en segundo lugar después de 13 partidos.
El 4 de enero de 2021 se convirtió en el nuevo entrenador del 1. FSV Mainz 05 en la Bundesliga. Logró una tarea casi imposible al sacar al club de la zona de descenso en la temporada 2020-21 luego de conseguir 32 puntos. El 2 de noviembre de 2023 dejó su cargo de mutuo acuerdo después de una serie de malos resultados.
En mayo de 2024 fue oficializado como técnico del F. C. Union Berlin de cara a la temporada 2024-25. Sin embargo, el 27 de diciembre, fue relevado de sus funciones luego de no obtener ningún triunfo desde el mes de octubre.

## Clubes

### Como jugador
| Club                     | País      | Año       |
| ------------------------ | --------- | --------- |
| F. C. Copenhague         | Dinamarca | 1999-2006 |
| Borussia Mönchengladbach | Alemania  | 2006-2007 |
| 1. FSV Mainz 05          | Alemania  | 2007-2014 |

### Como entrenador
| Club                   | País     | Año       |
| ---------------------- | -------- | --------- |
| 1. FSV Maguncia sub-19 | Alemania | 2017-2019 |
| F. C. Liefering        | Austria  | 2019-2021 |
| 1. FSV Mainz 05        | Alemania | 2021-2023 |
| F. C. Union Berlin     | Alemania | 2024      |

## Estadísticas como entrenador
| Equipo                        | Div.                | Temporada           | Liga | Liga | Liga | Liga | Liga |    | Copa | Copa | Copa | Copa |   | Internacional | Internacional | Internacional | Internacional | Internacional |   | Otros | Otros | Otros | Otros |    | Totales     | Totales | Totales | Totales | Totales | Totales | Totales | Totales |
| Equipo                        | Div.                | Temporada           | PD   | G    | E    | P    | Pos. | PD | G    | E    | P    | PD   | G | E             | P             | Pos.          | PD            | G             | E | P     | PD    | G     | E     | P  | Rendimiento | GF      | GC      | Dif.    |         |         |         |         |
| ----------------------------- | ------------------- | ------------------- | ---- | ---- | ---- | ---- | ---- | -- | ---- | ---- | ---- | ---- | - | ------------- | ------------- | ------------- | ------------- | ------------- | - | ----- | ----- | ----- | ----- | -- | ----------- | ------- | ------- | ------- | ------- | ------- | ------- | ------- |
| F. C. Liefering · Austria     | 2.ª                 | 2019-20             | 30   | 15   | 8    | 7    | 3.º  | -  | -    | -    | -    | -    | - | -             | -             | -             | -             | -             | - | -     | 30    | 15    | 8     | 7  | 58.89%      | 73      | 47      | +26     |         |         |         |         |
| F. C. Liefering · Austria     | 2.ª                 | 2020-21             | 13   | 8    | 3    | 2    | Inc. | -  | -    | -    | -    | -    | - | -             | -             | -             | -             | -             | - | -     | 13    | 8     | 3     | 2  | 69.23%      | 27      | 13      | +14     |         |         |         |         |
| F. C. Liefering · Austria     | Total               | Total               | 43   | 23   | 11   | 9    | -    | -  | -    | -    | -    | -    | - | -             | -             | -             | -             | -             | - | -     | 43    | 23    | 11    | 9  | 62.02%      | 100     | 60      | +40     |         |         |         |         |
| 1. FSV Mainz 05 · Alemania    | 1.ª                 | 2020-21             | 20   | 9    | 6    | 5    | 12.º | -  | -    | -    | -    | -    | - | -             | -             | -             | -             | -             | - | -     | 20    | 9     | 6     | 5  | 55%         | 25      | 25      | +0      |         |         |         |         |
| 1. FSV Mainz 05 · Alemania    | 1.ª                 | 2021-22             | 34   | 13   | 7    | 14   | 8.º  | 3  | 1    | 1    | 1    | -    | - | -             | -             | -             | -             | -             | - | -     | 37    | 14    | 8     | 15 | 45.05%      | 56      | 52      | +4      |         |         |         |         |
| 1. FSV Mainz 05 · Alemania    | 1.ª                 | 2022-23             | 34   | 12   | 10   | 12   | 9.º  | 3  | 2    | 0    | 1    | -    | - | -             | -             | -             | -             | -             | - | -     | 37    | 14    | 10    | 13 | 46.85%      | 60      | 59      | +1      |         |         |         |         |
| 1. FSV Mainz 05 · Alemania    | 1.ª                 | 2023-24             | 9    | 0    | 3    | 6    | Inc. | 2  | 1    | 0    | 1    | -    | - | -             | -             | -             | -             | -             | - | -     | 11    | 1     | 3     | 7  | 18.18%      | 10      | 27      | -17     |         |         |         |         |
| 1. FSV Mainz 05 · Alemania    | Total               | Total               | 97   | 34   | 26   | 37   | -    | 8  | 4    | 1    | 3    | -    | - | -             | -             | -             | -             | -             | - | -     | 105   | 38    | 27    | 40 | 41.9%       | 151     | 163     | -12     |         |         |         |         |
| F. C. Union Berlin · Alemania | 1.ª                 | 2024-25             | 15   | 4    | 5    | 6    | Inc. | 2  | 1    | 0    | 1    | -    | - | -             | -             | -             | -             | -             | - | -     | 17    | 5     | 5     | 7  | 39.21%      | 15      | 21      | -6      |         |         |         |         |
| F. C. Union Berlin · Alemania | Total               | Total               | 15   | 4    | 5    | 6    | -    | 2  | 1    | 0    | 1    | -    | - | -             | -             | -             | -             | -             | - | -     | 17    | 5     | 5     | 7  | 39.21%      | 15      | 21      | -6      |         |         |         |         |
| Total en su carrera           | Total en su carrera | Total en su carrera | 155  | 61   | 42   | 52   | -    | 10 | 5    | 1    | 4    | -    | - | -             | -             | -             | -             | -             | - | -     | 165   | 66    | 43    | 56 | 48.69%      | 266     | 244     | +22     |         |         |         |         |
| 1.                            |                     |                     |      |      |      |      |      |    |      |      |      |      |   |               |               |               |               |               |   |       |       |       |       |    |             |         |         |         |         |         |         |         |

### Resumen por competiciones
| Competición      | Partidos | Ganados | Empatados | Perdidos | Efectividad % |
| ---------------- | -------- | ------- | --------- | -------- | ------------- |
| 2. Liga          | 43       | 23      | 11        | 9        | 62.02%        |
| Bundesliga       | 112      | 38      | 31        | 43       | 43.16%        |
| Copa de Alemania | 10       | 5       | 1         | 4        | 53.33%        |
| Total            | 165      | 66      | 43        | 56       | 48.69%        |

## Palmarés

### Títulos nacionales
| Título                 | Club             | País      | Año  |
| ---------------------- | ---------------- | --------- | ---- |
| Superliga de Dinamarca | F. C. Copenhague | Dinamarca | 2001 |
| Superliga de Dinamarca | F. C. Copenhague | Dinamarca | 2003 |
| Superliga de Dinamarca | F. C. Copenhague | Dinamarca | 2004 |
| Copa de Dinamarca      | F. C. Copenhague | Dinamarca | 2004 |
| Superliga de Dinamarca | F. C. Copenhague | Dinamarca | 2006 |